# Pearl's Peril
Pearl's Peril es un juego de objetos escondidos desarrollado en Berlín por Wooga. Fue lanzado el 5 de marzo de 2013 en Facebook plataforma de medios de comunicación sociales y el 5 de septiembre en iPad. Pearl Peril es el sexto juego desarrollado por Wooga y el de más rápido crecimiento.

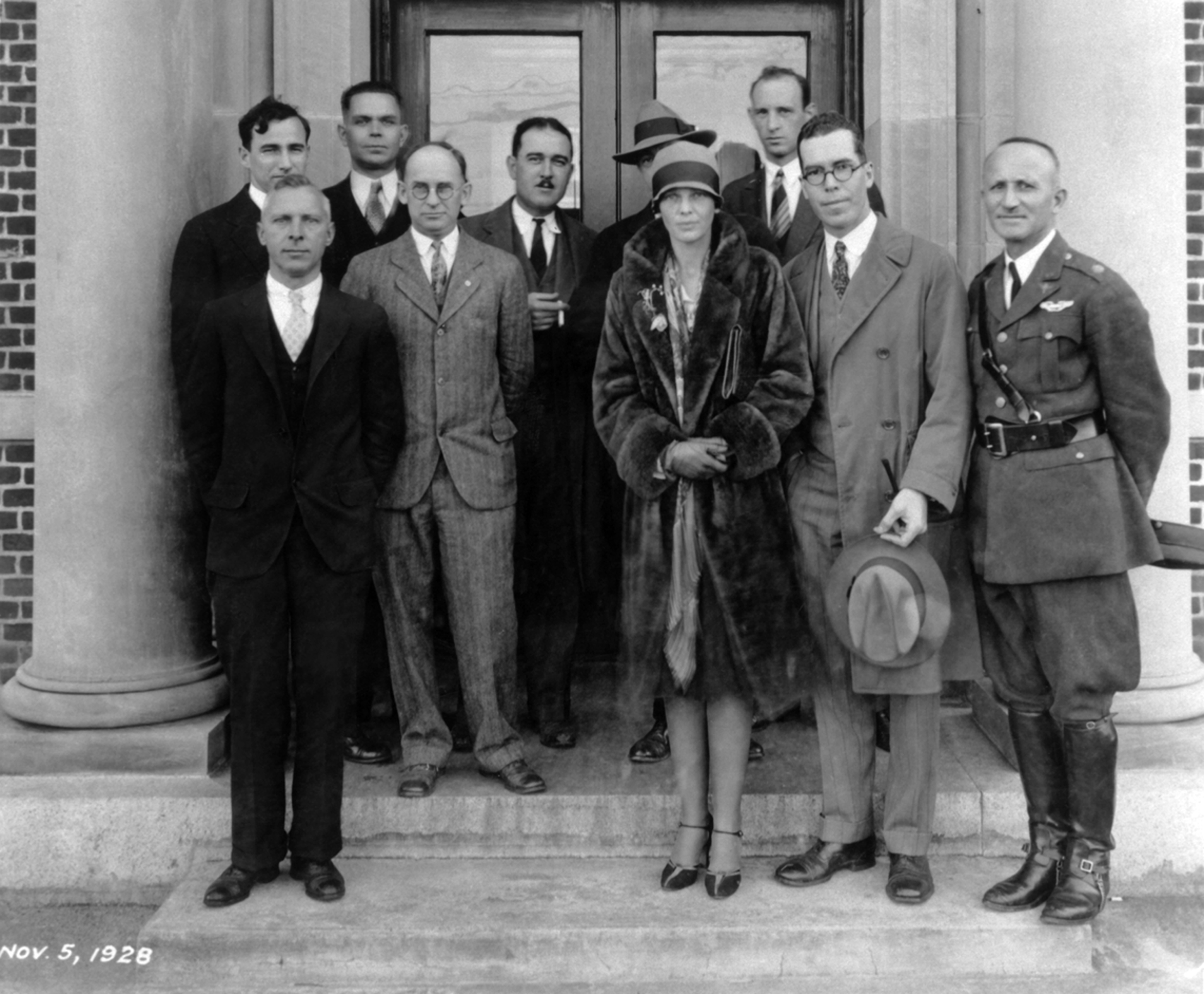
Pearl es una aviadora y aventurera inspirada en Amelia Earhart

## Gameplay
Pearl Peril es un juego de objetos escondidos. Los jugadores tienen una lista de objetos para encontrar dentro de un decorado.  Entonces reciben puntos a favor por cada elemento encontrado, y bonificaciones de puntuación por completar la tarea deprisa. Los jugadores también pueden utilizar una lupa para destacar elementos que encuentran difíciles de ver. En algunos niveles hay que ensamblar objetos.
Pearl Peril también tiene un juego de construcción isométrico en el que los jugadores tienen que construir edificios en una isla. Los edificios recompensan con ‘prestigio', que sirve para abrir nuevos capítulos del juego. Los jugadores también tienen que explorar su isla, que en principio esta cubierta de niebla, lo cual requiere tres monedas de juego. 
La historia está creada por Steven-Elliot Altman, el exdirector de Acclaim Games, y más tarde continuados por Will Hiles (NCsoft), y Johanna Fischer.
Los capítulos nuevos de la historia están escritos cada semana.

## Narrativa
Pearl´s Peril está ambientado en los años 30s, y protagonizada por la intrépida aventurera Pearl Wallace, quien recibiendo la noticia de la muerte de su padre Samuel, vuelve a Artemis Isla, la casa de su niñez y residencia del clan Wallace, con su amiga Iris a su lado; Pearl no puede creer que su padre se haya suicidado. Sus sospechas son confirmadas por su abuelo Edwin Wallace, a quien creía muerto hace varios años. Pearl investiga por todos los rincones de la mansión y descubre que una sociedad secreta, "El Velo del Caos", ordenó el asesinato de su padre.
Su antiguo amigo León parece el principal sospechoso del asesinato. Siguiendo su rastro Pearl e Iris viajan a París donde encuentran pistas que llevan al pequeño pueblo de Corbigny. En la casa de León encuentran escondido en un armario el cadáver de un abogado de Nueva York. Cuando viajan a la gran manzana en busca de respuestas se encuentran con Vincent, que es el primo arqueólogo de Pearl, quien está a punto de salir a una expedición en Tanganika.

## Compras
Pearl Peril es un juego Free-to-play, utilizando el freemium modelo de monetization. Los jugadores pueden utilizar dinero de vida real para comprar monedas de juego y dinero efectivo. Pueden comprar energía extra, requerida para jugar las escenas, y objetos de decoración requeridos para liberar escenas nuevas.

## Popularidad
Un mes después de su lanzamiento, Pearl Peril devenía uno de los más rápidos creciendo juegos de Facebook, cuando medidos por usuarios activos diarios. Logró 1 millónde usuarios DAU en 24 días
Su secuela titulada June's Journey también ha conseguido un millón de usuarios en Facebook, después en 2017, su secuela se convirtió en un juego móvil para App Store y Play Store.

## Recepción
Las opiniones de Pearl Peril son variadas, muchos alaban su diseño artístico y sus valores de producción, pero desaprueban su freemium estructura de pago.
En 2014, Apptweak informó que el juego tenía un índice de usuario medio de 63%. El juego está valorado con 4.5/5 en la tienda de aplicación del iTunes.